# Caelopyginae
Sous-famille
Les Caelopyginae sont une sous-famille d'opilions laniatores de la famille des Gonyleptidae.

## Distribution
Les espèces de cette sous-famille sont endémiques du Brésil.

## Liste des genres
Selon World Catalogue of Opiliones (17/08/2021) :
- Ampheres Koch, 1839
- Arthrodes Koch, 1839
- Caelopygus Koch, 1839
- Garatiba Mello-Leitão, 1940
- Metampheres Roewer, 1913
- Metarthrodes Roewer, 1913
- Parampheres Roewer, 1913
- Pristocnemus Koch, 1839
- Proampheres Roewer, 1913
- Thereza Roewer, 1943

## Publication originale
- Simon, 1879 : « Essai d'une classification des Opiliones Mecostethi. Remarques synonymiques et descriptions d'espèces nouvelles. Première partie. » Annales de la Société Entomologique de Belgique, vol. 22, p. 183–241 (texte intégral).